# Supermercado 3ra y 70

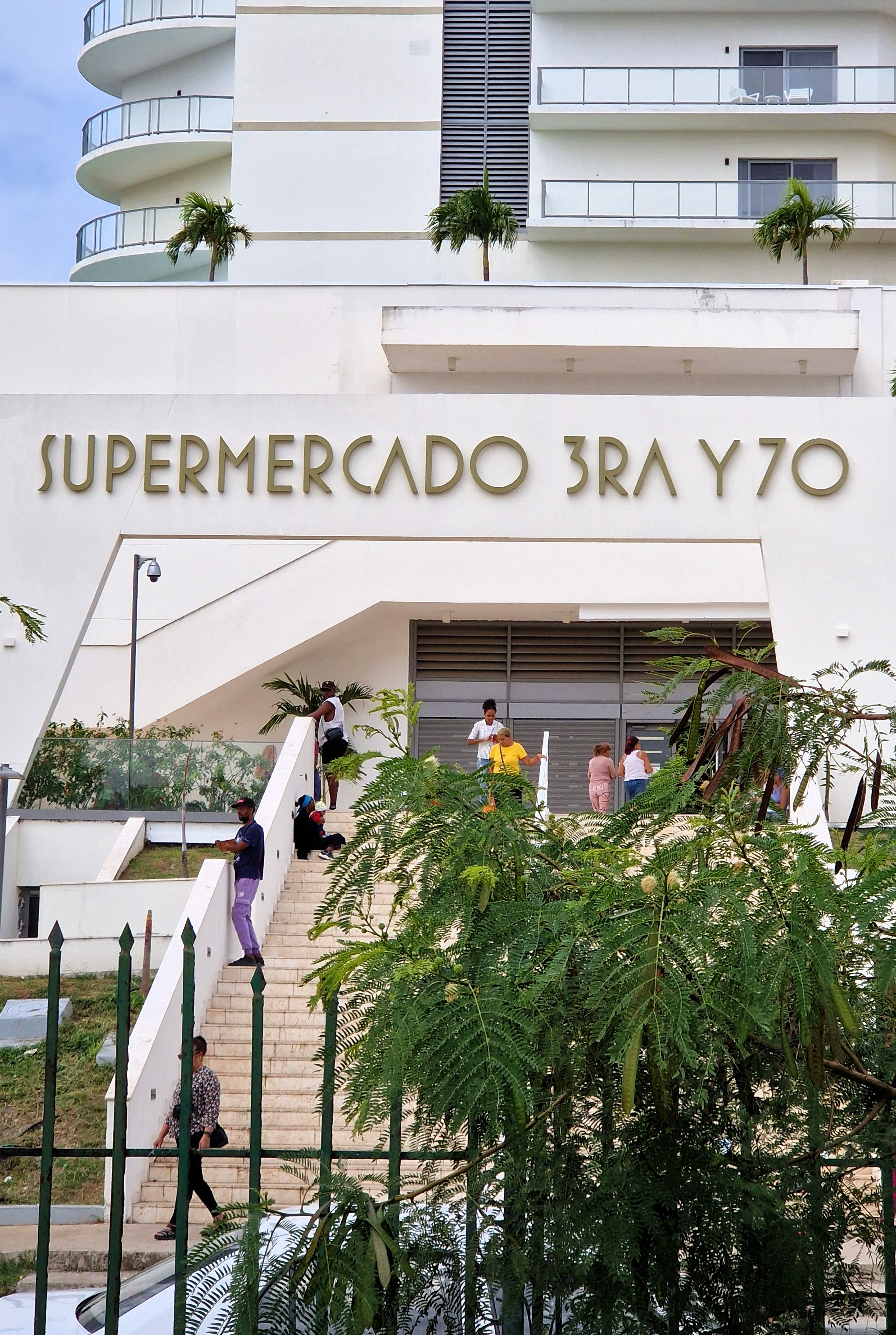
Eingangsbereich des Supermarkts 3ra y 70

Der Supermercado 3ra y 70 ist ein Supermarkt im Stadtteil Miramar der kubanischen Hauptstadt Havanna. Es ist der erste Supermarkt seit der Sonderperiode in den 1990er Jahren, der ausschließlich US-Dollar als Zahlungsmittel akzeptiert. Er wurde Anfang Januar 2025 eröffnet.
Der Supermarkt befindet sich im Stadtbezirk Playa an der Ecke der 3. und 70. Straße. Daher kommt auch der Name 3ra y 70 (tercera y setenta). Er bildet das Erdgeschoss des Luxus-Hotels Gran Muthu der Hotelkette MGM Muthu. Direkt gegenüber befindet sich das alte Centro Comercial, das auf MLC-Basis funktioniert. In dem neuen Supermarkt haben die weit verbreiteten MLC-Karten jedoch keine Gültigkeit, obwohl diese theoretisch ebenfalls eins zu eins mit dem US-Dollar gekoppelt sein sollen. Stattdessen werden lediglich der US-Dollar als Barzahlung, gängige, in Kuba funktionierende Kreditkarten sowie eine ebenfalls auf US-Dollar lautende und via Bareinzahlung aufladbare Prepaidkarte namens Tarjeta Clásica (Klassik-Karte).
Der neue Supermarkt löste mit seiner Eröffnung starke Polemiken unter den Kubanern in den sozialen Medien aus. Einerseits wurde das für kubanische Verhältnisse sehr reichhaltige Angebot bewundert, man verglich ihn mit der US-Supermarktkette Walmart, andererseits wird massiv kritisiert, dass ein normaler Kubaner mit einem Durchschnittseinkommen von 4000 Pesos, was zum Eröffnungszeitpunkt gemäß dem informellen Wechselkurs rund 12 Dollar bzw. Euro entsprach, und ohne sonstigen Devisenzugang dort niemals einkaufen könne.
Seitens der kubanischen Regierung wurde angekündigt, dass man auch in anderen Provinzen vergleichbare Supermärkte eröffnen wolle. Ziel sei es, die Deviseneinnahmen des Staates auf diesem Weg zu erhöhen.